# Кастелацо (Трапани)
Кастелацо (итал. Castellazzo) је насеље у Италији у округу Трапани, региону Сицилија.
Према процени из 2011. у насељу је живело 38 становника. Насеље се налази на надморској висини од 62 м.